# Сан-П'єтро-ін-Гу
Сан-П'єтро-ін-Гу, Сан-П'єтро-ін-Ґу (італ. San Pietro in Gu, вен. San Piero en Gu) — муніципалітет в Італії, у регіоні Венето, провінція Падуя.
Сан-П'єтро-ін-Гу розташований на відстані близько 420 км на північ від Рима, 60 км на захід від Венеції, 29 км на північний захід від Падуї.
Населення — 4523 особи (2014).
Щорічний фестиваль відбувається 10 серпня. Покровитель — святий мученик Лаврентій.

## Демографія
Населення за роками:

Станом на 1 січня 2023 року в муніципалітеті офіційно проживало 279 іноземців з 30 країн, серед них 61 громадянин країн Євросоюзу та 3 громадяни України.

## Сусідні муніципалітети
- Больцано-Вічентіно
- Брессанвідо
- Карміньяно-ді-Брента
- Гаццо
- Гранторто
- Поццолеоне
- Куїнто-Вічентіно